# 동원금속
동원금속 주식회사는 대한민국의 도어프레임, 범퍼빔, 범퍼, Cowl Cross Member 등을 생산하는 자동차 부품 기업으로,현대자동차, 기아 등에서 생산하는 차량 도어프레임을 공급한다.자회사로는 동원파이프가 있다.

## 개요
부산광역시의 시내버스 업체인 동원여객, 대한민국의 제벌 기업인 동원그룹과는 아무 관련이 없다.

## 기업상속
1996년 당시 대주주였던 이종희 사장이 아들 이은우씨와 이석우씨에게 주식을 증여하여 지분율이 46.87%에서 21.87%로 줄어들었고 이은우씨의 지분율은 2.53%에서 17.53%로, 이석우씨는 0.31%에서 10.31%로 높아졌다. 2023년 이은우 대표이사가 37억 1,500만 원 어치의 주식을 아들 이승재 상무에게 증여하였다.